# Michael Numsen
Michael (von) Numsen (28. marts 1686 – 7. september 1757) var en dansk officer, gehejmeråd, feltmarskal og overkrigssekretær. Han var broder til Christian Vilhelm Numsen og fader til Frederik Numsen.
Numsen blev født 28. marts 1686 som søn af Matthias Numsen. 1701, altså kun 15 år gammel, blev han kornet ved faderens rytterregiment (2. sjællandske) ved hjælpetropperne i Holland, 1703 løjtnant, 1706 kaptajn ved hertug Württemberg-Oels' dragonregiment, 1712 ritmester ved Livgarden til Hest, 1717 virkelig major og karakt. oberstløjtnant af garden samt karakt. oberst af kavaleriet, 1723 chef for 3. jyske Rytterregiment, 1728 generalmajor, 1731 Ridder af Dannebrog og 1735 generalløjtnant.

## Overkrigssekretær april 1740
Ved Poul Vendelbo Løvenørns død 1740 var Numsen allerede for året inden valgt af Christian 6. til at blive hans efterfølger som overkrigssekretær for hæren, Dermed var øjeblikket inde for den første målbevidste Anstrengelse for at standse Nedgangen i Felthæren og reorganisereden efter moderne struktur. da problemet var, at felthæren var reducret med 3500 mænd siden 1730 
og gennem en del af hans reform, lykkes det til dels, men der er tydelig at han prøver at ophæve frifolkesystemmet og genskabe en permanente slagkraftig hær. Det kan således nævnes, at han, da der af hensyn til landboforholdene ønskedes en skærpelse af stavnsbåndet, var imod en sådan forholdsregel, som alligevel blev indført. I Numsens embedstid udkom en bestemmelse om, at det overhåndtagende køb og salg af officerspladser fremtidig ikke ville blive tilladt, men til trods herfor mærkede man i
virkeligheden ikke synderlig til, at forholdet bedredes. I sin helhed betegner derfor Numsens 6-årige embedstid snarest begyndelsen til den dekadence(opløsning) i vort hærvæsen, som først endte, da Claude Louis de Saint-Germain 1763 kom til roret.
Allerede inden Christian 6.s død skal det have været bestemt, at Numsen skulle fratræde som overkrigssekretær, og straks efter tronskiftet blev han afløst af Christian Lerche. Ved sin afgang udnævntes Numsen dog til virkelig general, og han modtog også senere mange nådesbevisninger:
- 1748 Ridder af Elefanten
- 1750 af l'union parfaite og kommandant i København
- 1752 fik han rang med gehejmeråder i Konseillet
- 1756 titel af feltmarskal

## Privat
Numsen havde 8. marts 1725 ægtet Margrethe Marie Thomasine Ingenhaeff (f. 8. marts 1705), datter af generalmajor Johan Peter Ingenhaeff. Hun spillede også som enke en betydelig rolle i hofkredsene og gik for at have megen indflydelse på højere steder, men omtales i øvrigt ikke altid på bedste måde. 1753 blev hun dekoreret med l'union parfaite. Straks efter Caroline Mathildes
fængsling i januar 1772 blev Fru Numsen overhofmesterinde for den 4-årige kronprins Frederik, hvis kærlighed hun forstod at vinde (prinsen kaldte hende for "Mutter"), så at de 1 1/2 år, i hvilke hun var knyttet til ham, kom til at stå som lyspunktet i hans barndomstid. I september 1773 fjernedes fru Numsen fra denne stilling, efter sigende fordi hun var indviklet i nogle intriger mod enkedronningen og hendes parti. Hun udnævntes samtidig til dekanesse for Vallø Stift og døde 8. oktober 1776 på Løvenborg.